# 坎努尔
坎努尔（Kannur），是印度卡纳塔克邦南卡纳达县的一个城镇。2001年总人口7,241。

## 人口
坎努尔2001年总人口7,241人，其中男性3,672人，女性3,569人；0－6岁人口1,109人，其中男583人，女526人；识字率71.37%，其中男性为77.94%，女性为64.61%。